# Розбійники з великої дороги
Розбійники з великої дороги (англ. The Highwaymen) — американський кримінальний фільм 2019 року режисера Джона Лі Генкока про те як техаські ренжери Френк Гамер та Менні Ґолт вислідили та вбили відомих американських розбійників Бонні та Клайда.
Прем'єра стрічки відбулась 10 березня 2019 року в театрі «Парамаунт», Остін (Техас), під час фестивалю «South by Southwest». На екрани США стрічка вийшла 15 березня 2019 року.

## Синопсис
1930-ті роки, часи Великої депресії. У США лютує банда розбійників Бонні Паркер та Клайда Берроу, які мають підтримку місцевих мешканців, котрі вважають їх народними героями, завдяки їх допомозі бандити стали недосяжними для офіційної влади. Тоді вони звертаються за допомогою до колишнього техаського рейнджера Френка Гамера (Кевін Костнер), щоб він спіймав та знешкодив банду Бонні та Клайда. Він, разом зі своїм напарником Менні Ґолтом (Вуді Гаррельсон), починає полювання на невловимих злочинців.
23 травня 1934 року Френк Гамер і Менні Ґолт та місцеві поліціянти Боб Алкорн, Тед Гінтон, Гендерсон Джордан, Прентісс Морлі Оклі організували засідку на сільській дорозі в Бієнвіллі, Луїзіана, на Бонні та Клайда. У засідці ті загинули, «Ford V8» на якому пересувалися Бонні та Клайда був розстріляний, в автівку влучило загалом 167 куль, з яких у Бонні влучило близько 60, в Клайда — близько 50 куль.

## У ролях
| Актор             | Роль                                 |
| ----------------- | ------------------------------------ |
| Кевін Костнер     | Френк Гамер                          |
| Вуді Гаррельсон   | Менні Ґолт                           |
| Кеті Бейтс        | Міріам Ферґюсон, губернаторка Техасу |
| Джон Керролл Лінч | Лі Сіммонс                           |
| Томас Манн        | Теда Гінтона, заступник шерифа       |
| Дін Дентон        | Боб Алкорн, заступник шерифа         |
| Кім Діккенс       | Ґледіс Гамер                         |
| Вільям Седлер     | Генрі Берроу, батько Клайда          |
| Вільям Ерл Браун  | Ейв Метвін, батько Генрі Метвіна     |
| Девід Фурр        | Джон Квінн, детектив                 |
| Джейсон Девіс     | Кендейл, агент ФБР                   |
| Брайан Ф. Дуркін  | Прентісс Оклі, заступник шерифа      |
| Девід Борн        | Гендерсон Джордан, шериф             |
| Джош Карас        | Вейд Макнабб, рудий підліток         |
| Келі Вілз         | Джин, дочка Менні Ґолта              |
| Алекс Елдер       | Нейт, внук Менні Ґолта               |
| Джейн Макнейл     | Емма Паркер                          |
| Емілі Бробст      | Бонні Паркер                         |
| Едвард Боссерт    | Клайд Барроу                         |
| Джейк Дашнав      | Генрі Метвін                         |

## Виробництво
12 лютого 2018 року компанія «Netflix» заявила, що розпочинає виробництво фільму. Джона Лі Генкок був офіційно затверджений режисером, Вуді Гаррельсон та Кевін Костнер — виконавцями головних ролей.
Фільмування стрічки розпочалось 12 лютого 2018 року, в Новому Орлеані, штат Луїзіана. 5 березня 2018 року було зфільмовано сцени у Старій резиденції губернатора Луїзіани в Батон-Руж, через що навколишні вулиці були перекриті для руху цілий день. Також фільмування сцен зі стрічки відбувалося у місті Шривпорт, на шосе 154.

## Прийом
На оглядовому зібранні «Rotten Tomatoes» фільм отримав рейтинг схвалення 52 % на основі 102-х оглядів, із середнім рейтингом 5,82 з 10. На «Metacritic» у стрічки середньозважена оцінка 58 з 100, яка базується на 27 рецензіях критиків, що вказує на «змішані чи середні відгуки».